# Albericus Trium Fontium
Albericus Trium Fontium, olykor Troisfontaines-i Alberik (franciául: Albéric de Troisfontaines, vagy Aubry/Aubri de Trois-Fontaines), (Liège-i Püspökség (?), ? – Trois-Fontaines-l’Abbaye, 1252 január 25. után) latin nyelven alkotó középkori francia ciszterci rendi krónikás.

## Élete
Életéről keveset tudunk. Annyi bizonyos, hogy 1218-ban részt vett egy keresztes hadjáratban, illetve hogy a Trois Fontaines-i ciszterci apátság szerzetese volt Châlons-sur-Marne egyházmegyében.

## Krónikája
1232-ben kezdte el "Chronica Alberici Monachi Trium Fontium" című művét (latinul), amelyben feldolgozza a teremtéstől 1241-ig a világ eseményeit. Részletesen írt többek közt a gyermekek keresztes hadjáratáról, illetve VI. Henrik német-római császár uralkodásáról. Forrásai közé tartozott Hélinand de Froidmont krónikájának 5 könyve (45-49). A krónikának 17. és 18. századi másolatoktól eltekintve, két kézirata maradt fenn, amelyekből egyet Párizsban (a Francia Nemzeti Könyvtárban), egyet pedig Hannoverben (az Alsó-szászországi Állami Könyvtárban) tartanak.
Albericus krónikáját 1874-ben a Monumenta Germaniae Historica publikálta.

## Fordítás
- Ez a szócikk részben vagy egészben  az   Alberich von Trois-Fontaines című német Wikipédia-szócikk fordításán alapul.  Az eredeti cikk szerkesztőit annak laptörténete sorolja fel. Ez a jelzés csupán a megfogalmazás eredetét és a szerzői jogokat jelzi, nem szolgál a cikkben szereplő információk forrásmegjelöléseként.
- Ez a szócikk részben vagy egészben  az   Alberic of Trois-Fontaines című angol Wikipédia-szócikk fordításán alapul.  Az eredeti cikk szerkesztőit annak laptörténete sorolja fel. Ez a jelzés csupán a megfogalmazás eredetét és a szerzői jogokat jelzi, nem szolgál a cikkben szereplő információk forrásmegjelöléseként.
- Ez a szócikk részben vagy egészben  az   Aubry de Trois-Fontaines című francia Wikipédia-szócikk fordításán alapul.  Az eredeti cikk szerkesztőit annak laptörténete sorolja fel. Ez a jelzés csupán a megfogalmazás eredetét és a szerzői jogokat jelzi, nem szolgál a cikkben szereplő információk forrásmegjelöléseként.
- Ez a szócikk részben vagy egészben  az   Alberik van Trois-Fontaines című holland Wikipédia-szócikk fordításán alapul.  Az eredeti cikk szerkesztőit annak laptörténete sorolja fel. Ez a jelzés csupán a megfogalmazás eredetét és a szerzői jogokat jelzi, nem szolgál a cikkben szereplő információk forrásmegjelöléseként.